# 末吉功治
末吉 功治（すえよし こうじ、1981年1月22日-）は日本の俳優、スーツアクター。
沖縄県出身。身長178cm、体重77kg。兄は俳優・声優の末吉司弥。

## 略歴
TEAM SPOT JUMBLEメンバー。沖縄県を中心に役者・タレントとして、テレビや映画、舞台など数々の分野で幅広く活動中。『琉神マブヤー2』以降のニライ役および龍神ガナシーのスーツアクターで知られる。
2019年7月14日に幕張メッセで開催された『XFLAG PARK 2019』で、アニメ『モンスターストライク』の声優オーディション『天聖声優オーディション』の最終審査が行われ、ゲブラー役を射止めて声優デビューを果たした。
2022年4月1日、知念臣悟、翁長大輔らと「リミテッドカンパニー」として一年間限定でアイドルとしての活動を開始。毎週土曜日21時から定期配信をしている。メンバーカラーは青。

## 人物
自らのことを「紅芋の国の王子様」だと思っている。特技はフレアバーテンディングで、趣味はボディーボード。

## 出演作品

### テレビドラマ
- 今週、妻が浮気します（2007年1月16日 - 3月27日、フジテレビ）
- 戦争を笑え（沖縄テレビ）
- あけぼの荘の人々（沖縄テレビ）
- 夢のちはれ（沖縄テレビ）
- ハッピーウェディング（琉球放送）
- ガラス色の恋人（2009年2月21日、NHK総合）
- 琉神マブヤーシリーズ（琉球放送）
  - 琉神マブヤー外伝 SO!ウチナー（2009年10月17日 - 2010年1月16日、琉球放送） - 龍神ガナシー 役
  - 琉神マブヤー2（2010年10月2日 - 12月25日） - ニライ / 龍神ガナシー 役
  - 琉神マブヤー3（2011年10月1日 - 12月24日） - ニライ / 龍神ガナシー 役
  - 琉神マブヤー4（2013年10月5日 - 12月28日） - ニライ / 龍神ガナシー 役
  - 琉神マブヤー5（2015年10月3日 - 12月26日） - ニライ / 龍神ガナシー 役
- テンペスト 最終話（2011年9月18日、NHK BSプレミアム） - 多嘉良善興 役
- 土曜ワイド劇場・ミステリー作家六波羅一輝の推理3（2013年9月14日、朝日放送） - 金城俊一 役
- 押忍!!ふんどし部! シーズン2 - 宮里賢吉 役
- OTV開局55周年記念特別番組インタラクティブ生ドラマ「HEART BEAT〜ここに君がいる〜」(2014年11月1日） - 與那嶺こうじ役
- 4夜連続ドラマスペシャル「恋の合宿免許っ！」（2014年12月23日　フジテレビ）
- オキナワノコワイハナシ2015夏 第一話「アイドル」（2015年8月5日 RBC）
- 安全+第一 大知マン（2020年1月25日 - 3月28日、沖縄テレビ） - 我那覇椎太 役
  - 安全+第一 大知マン2（2021年10月23日 - 12月25日、沖縄テレビ） - 我那覇椎太 役
  - 安全+第一 大知マン3（2024年1月13日 - 、沖縄テレビ） - 我那覇椎太 役
- オキナワンヒーローズ（2022年4月27日～6月29日 OTV沖縄テレビ)　- ニライ / 龍神ガナシー 役
- オキナワ強者列伝 照屋敏子～女海賊と呼ばれた伝説の起業家～照屋敏子～女海賊と呼ばれた伝説の起業家～(2022年2022年6月21日 第4回「女性」の強者（チューバ―）
- 連続ドラマW フェンス（2023年3月19日 - 4月16日、WOWOW）
- 疫（えやみ）～ナヒヤサマの呪い～ （2023年、沖縄テレビ） - 隆史の上司 役[5]
- 琉球歴史ドラマ「阿麻和利」（2024年2月7日−2月21日RBC琉球放送） - 茂知附（もちづき） 役[6]
- おきなわテレビはじまりものがたり（2024年11月12日 - 11月19日、沖縄テレビ） - 古謝 役[7]
- パラレルゲイト～琉球異世界譚～「mermAId」（2025年1月3日、琉球朝日放送）[8]

### 映画
- 僕と彼女の×××（2005年10月5日公開、ミコット・エンド・バサラ）
- 探偵事務所5（2005年11月26日公開）
- Presents うに煎餅（2007年3月10日公開、アットムービー）
- 風之舞（2007年公開）
- てぃだかんかん〜海とサンゴと小さな奇跡〜(2010年）
- ニライの丘(2010年)
- 天国からのエール（2011年）
- I am ICHIHASHI 逮捕されるまで（2013年11月9日公開）
- TAP 完全なる飼育（2013年11月9日公開）
- 天の茶助（2015年6月27日全国公開）

### ラジオ
- U COOL LAB（2013年4月5日 - エフエム沖縄） - 毎週金曜日担当
- 「TSJ の今夜もゲネプロ〜緞帳上がります！〜」FM沖縄 毎週日曜日 19:00〜20:00
- 「ジスタス フライデー フィットネス」FM沖縄 毎週金曜　14:50〜14:55
- ラジオドラマ「80年目の帰郷」（NHKラジオ第1放送） - ナレーション/日本兵 役

### 舞台
- ニライカナイ鏈金王伝説
- キジムナーフェスタ
- 美女と野獣
- TOPS
- 蓬莱丸
- SELECT(2010年10月16〜17日）
- SELECT(2011年8月20〜21日）
- BREAK(2011年12月4日)
- 夭桃丸(2012年10月20〜21日)
- アンコール公演TOPS(2013年11月23〜24日)
- EDEN(2014年6月28〜29日）
- 劇団岸野組 好きだってぇのに(2014年11月22〜30日）
- アンコール公演「EDEN」(2015年6月6〜7日）
- [9]「アカハチ」(2021年1月22～23日 脚本・出演）
- [10]「アカハチ」(2022年2月17～19日 脚本・出演）

### CM
- ろうきん
- 協和ガス

### Webアニメ
- モンスターストライク（2019年、ゲブラー[11]）

### 配信ドラマ
- ゲート・オン・ザ・ホライズン～GOTH～（2025年4月18日- 、FOD） - ジャスミン 役

### その他
- 池田免税店
- 池田免税店2-生イケメン
- ウチナー紀聞- リポーター
- なんじゅね?（2006年10月6日 - 12月、沖縄テレビ）
- QVC JAPAN 快適生活
- 沖縄スポーツ応援番組青春エンジン！（2015年4月11日〜沖縄テレビ）
- 映画【インサイド・ヘッド】プロモ沖縄方言Ver（2015年4月19日公開）
- 沖縄リアル脱出ゲームVol.8リアル脱出ゲーム×名探偵コナンFILE.3「奇術城（マジシャンズキャッスル）からの脱出」MC（2015年5月16/17/23/24日）
- まーさん映画祭トークショー（2015年5月22日）
- R級ワイドー リポーター（2015年7月3日〜RBC）
- 第41回読谷まつり Okinawan Dream 100万人コンサートin読谷 MC（2015年10月30日）